# Cingilia immacularia
Cingilia immacularia là một loài bướm đêm trong họ Geometridae.